# 中山かすみ
中山 かすみ（なかやま かすみ、1983年3月25日 - ）は、日本のAV女優。

## 略歴
2008年にAVデビュー。

## 作品

### アダルトビデオ
- 世田谷の妻たち 木村理奈（2008年9月3日、ジュエル）
- 義理の嫁（2008年9月10日、ドリームステージ）
- 母さんの膝枕（2008年9月17日、小林興業）
- 肉壺高級美人嬢 After.1 近藤瑞穂（2008年10月9日、パフューム）
- 兄嫁の乳（2008年11月20日、スターパラダイス）
- フェラコレ 熟女編 III 21人のフェラマダム（2008年12月13日、隼エージェンシー）他20名出演
- ごめん…また義姉さんのコト盗み撮っちゃったよ僕…。（2008年12月18日、タカラ映像）
- 人妻恥悦旅行70 ～人妻女教師不倫発覚編～（2008年12月18日、グローリークエスト）他出演:山口真理
- 妊娠三ヶ月・香織25歳（2008年12月17日、リアルエレメント）
- 初撮り現役茶道師範 京香（2008年1月9日、メガ・ハーツ）
- 親友の母 近藤美奈（2009年1月10日、ドリームステージ）共演:近藤美奈
- 近親相姦 母と子 近藤美奈（2009年1月10日、小林興業）共演:近藤美奈
- 女に飢えてる男達に朗報 若妻癒し隊 あなたの下半身慰めます（2009年2月5日、ヒビノ）共演:艶堂しほり、久我舞
- ザ・どS尻 ～変態W不倫カップルの淫尻遊戯～（2009年7月3日、映天）共演:真咲南朋
- 人妻たちの転落人生、生まれて初めての風俗面接。 14 （2009年7月11日、ラハイナ東海）共演:椿まり
- 生ハメ未亡人下宿（2009年8月28日、小林興業）